# Ekstraliga czeska w rugby (2011/2012)
Ekstraliga czeska w rugby (2011/2012) – dziewiętnasta edycja najwyższej klasy rozgrywkowej w rugby union w Czechach. Zawody odbywały się w dniach 17 września 2011 – 2 czerwca 2012. Tytułu mistrzowskiego zdobytego przed rokiem broniła drużyna RC Mountfield Říčany.
W związku z reorganizacją rozgrywek (zmniejszenie liczby drużyn z dziesięciu do ośmiu) do tej edycji Extraligi nie awansowała żadna drużyna z drugiej klasy rozgrywkowej, jej mistrz z poprzedniego sezonu, RC Brno Bystrc, uległ bowiem w barażach ósmej drużynie Ekstraligi – JIMI RC Vyškov.
Zarówno fazę zasadniczą, jak i finał rozgrywek zwycięsko zakończyła drużyna RC Mountfield Říčany, dla której był to drugi triumf z rzędu.

## System rozgrywek
W lipcu 2011 roku Czeski Związek Rugby ogłosił system rozgrywek na dwa kolejne sezony. Jego wprowadzenie argumentowane było chęcią podniesienia jakości czeskiego rugby. 
Rozgrywki ligowe prowadzone były dla ośmiu uczestniczących drużyn w pierwszej fazie systemem kołowym według modelu dwurundowego w okresie jesień-wiosna. Druga faza rozgrywek obejmowała mecze systemem pucharowym: czołowe cztery drużyny rozegrały spotkania o mistrzostwo kraju (play-off). Zarówno półfinały, jak i finał, były rozgrywane w formie jednego meczu na boisku drużyny, która po rundzie zasadniczej była wyżej sklasyfikowana.
Dwa najsłabsze po rundzie zasadniczej zespoły spadły do I ligi. Nowa formuła nie przewiduje awansów z drugiej klasy rozgrywkowej ani baraży, bowiem w sezonie 2012/2013 Extraliga miała liczyć sześć zespołów.
Walne zgromadzenie związku w maju 2012 roku wycofało się jednak z tej decyzji, po debacie pozostawiając wszystkie osiem zespołów w Extralidze.

## Drużyny
| Klub             | Miasto           |
| ---------------- | ---------------- |
| RC Dragon Brno   | Brno             |
| RC Havířov       | Hawierzów        |
| RC Praga         | Praga            |
| RC Říčany        | Říčany           |
| RC Slavia Praga  | Praga            |
| RC Sparta Praga  | Praga            |
| RC Tatra Smíchov | Smíchov, Praga 5 |
| JIMI RC Vyškov   | Vyškov           |

## Faza zasadnicza
| Nr            | Data          | Mecz                                        | Wynik         |               | Nr            | Data                                        | Mecz          | Wynik |
| I. kolejka    | I. kolejka    | I. kolejka                                  | I. kolejka    | II. kolejka   | II. kolejka   | II. kolejka                                 | II. kolejka   |       |
| ------------- | ------------- | ------------------------------------------- | ------------- | ------------- | ------------- | ------------------------------------------- | ------------- | ----- |
| 1             | 17.9.         | RC Mountfield Říčany – JIMI RC Vyškov       | 52:08         | 5             | 24.9.         | JIMI RC Vyškov – RC Tatra Smíchov           | 05:53         |       |
| 2             | 17.9.         | RC Slavia Praha – RC RENTAL.CZ Havířov      | 34:06         | 6             | 24.9.         | RC Dragon Brno – RC Sparta Praha            | 24:18         |       |
| 3             | 17.9.         | RC Praga Praha – RC Dragon Brno             | 32:05         | 7             | 24.9.         | RC RENTAL.CZ Havířov – RC Praga Praha       | 48:17         |       |
| 4             | 17.9.         | RC Sparta Praha – RC Tatra Smíchov          | 30:15         | 8             | 24.9.         | RC Mountfield Říčany – RC Slavia Praha      | 27:10         |       |
| III. kolejka  | III. kolejka  | III. kolejka                                | III. kolejka  | IV. kolejka   | IV. kolejka   | IV. kolejka                                 | IV. kolejka   |       |
| 9             | 1.10.         | RC Slavia Praha – JIMI RC Vyškov            | 31:19         | 13            | 8.10.         | JIMI RC Vyškov – RC Dragon Brno             | 23:20         |       |
| 10            | 1.10.         | RC Praga Praha – RC Mountfield Říčany       | 15:41         | 14            | 8.10.         | RC RENTAL.CZ Havířov – RC Tatra Smíchov     | 10:10         |       |
| 11            | 1.10.         | RC Sparta Praha – RC RENTAL.CZ Havířov      | 17:27         | 15            | 8.10.         | RC Mountfield Říčany – RC Sparta Praha      | 19:13         |       |
| 12            | 1.10.         | RC Tatra Smíchov – RC Dragon Brno           | 44:08         | 16            | 8.10.         | RC Slavia Praha – RC Praga Praha            | 20:14         |       |
| V. kolejka    | V. kolejka    | V. kolejka                                  | V. kolejka    | VI. kolejka   | VI. kolejka   | VI. kolejka                                 | VI. kolejka   |       |
| 17            | 22.10.        | RC Praga Praha – JIMI RC Vyškov             | 39:20         | 21            | 29.10.        | JIMI RC Vyškov – RC RENTAL.CZ Havířov       | 17:20         |       |
| 18            | 22.10.        | RC Sparta Praha – RC Slavia Praha           | 10:24         | 22            | 29.10.        | RC Mountfield Říčany – RC Dragon Brno       | 25:00         |       |
| 19            | 22.10.        | RC Tatra Smíchov – RC Mountfield Říčany     | 07:19         | 23            | 29.10.        | RC Slavia Praha – RC Tatra Smíchov          | 42:19         |       |
| 20            | 22.10.        | RC Dragon Brno – RC RENTAL.CZ Havířov       | 17:24         | 24            | 29.10.        | RC Praga Praha – RC Sparta Praha            | 30:22         |       |
| VII. kolejka  | VII. kolejka  | VII. kolejka                                | VII. kolejka  | VIII. kolejka | VIII. kolejka | VIII. kolejka                               | VIII. kolejka |       |
| 25            | 24.3.         | RC Sparta Praha – JIMI RC Vyškov            | 46:23         | 29            | 31.3.         | JIMI RC Vyškov – RC Mountfield Říčany       | 05:24         |       |
| 26            | 24.3.         | RC Tatra Smíchov – RC Praga Praha           | 48:07         | 30            | 31.3.         | RC RENTAL.CZ Havířov – RC Slavia Praha      | 08:08         |       |
| 27            | 24.3.         | RC Dragon Brno – RC Slavia Praha            | 08:10         | 31            | 31.3.         | RC Dragon Brno – RC Praga Praha             | 19:29         |       |
| 28            | 24.3.         | RC RENTAL.CZ Havířov – RC Mountfield Říčany | 15:12         | 32            | 31.3.         | RC Tatra Smíchov – RC Sparta Praha          | 05:17         |       |
| IX. kolejka   | IX. kolejka   | IX. kolejka                                 | IX. kolejka   | X. kolejka    | X. kolejka    | X. kolejka                                  | X. kolejka    |       |
| 33            | 7.4.          | RC Tatra Smíchov – JIMI RC Vyškov           | 18:31         | 37            | 14.4.         | JIMI RC Vyškov – RC Slavia Praha            | 22:34         |       |
| 34            | 7.4.          | RC Sparta Praha – RC Dragon Brno            | 24:00         | 38            | 14.4.         | RC Mountfield Říčany – RC Praga Praha       | 19:14         |       |
| 35            | 7.4.          | RC Praga Praha – RC RENTAL.CZ Havířov       | 21:15         | 39            | 14.4.         | RC RENTAL.CZ Havířov – RC Sparta Praha      | 20:06         |       |
| 36            | 7.4.          | RC Slavia Praha – RC Mountfield Říčany      | 23:24         | 40            | 14.4.         | RC Dragon Brno – RC Tatra Smíchov           | 13:17         |       |
| XI. kolejka   | XI. kolejka   | XI. kolejka                                 | XI. kolejka   | XII. kolejka  | XII. kolejka  | XII. kolejka                                | XII. kolejka  |       |
| 41            | 21.4.         | RC Dragon Brno – JIMI RC Vyškov             | 32:19         | 45            | 5.5.          | JIMI RC Vyškov – RC Praga Praha             | 15:22         |       |
| 42            | 21.4.         | RC Tatra Smíchov – RC RENTAL.CZ Havířov     | 16:00         | 46            | 5.5.          | RC Slavia Praha – RC Sparta Praha           | 14:17         |       |
| 43            | 21.4.         | RC Sparta Praha – RC Mountfield Říčany      | 00:17         | 47            | 5.5.          | RC Mountfield Říčany – RC Tatra Smíchov     | 19:06         |       |
| 44            | 21.4.         | RC Praga Praha – RC Slavia Praha            | 14:23         | 48            | 5.5.          | RC RENTAL.CZ Havířov – RC Dragon Brno       | 25:18         |       |
| XIII. kolejka | XIII. kolejka | XIII. kolejka                               | XIII. kolejka | XIV. kolejka  | XIV. kolejka  | XIV. kolejka                                | XIV. kolejka  |       |
| 49            | 12.5.         | RC RENTAL.CZ Havířov – JIMI RC Vyškov       | 21:29         | 53            | 28.4.         | JIMI RC Vyškov – RC Sparta Praha            | 13:20         |       |
| 50            | 12.5.         | RC Dragon Brno – RC Mountfield Říčany       | 24:15         | 54            | 28.4.         | RC Praga Praha – RC Tatra Smíchov           | 07:45         |       |
| 51            | 12.5.         | RC Tatra Smíchov – RC Slavia Praha          | 28:00         | 55            | 28.4.         | RC Slavia Praha – RC Dragon Brno            | 33:09         |       |
| 52            | 12.5.         | RC Sparta Praha – RC Praga Praha            | 33:07         | 56            | 28.4.         | RC Mountfield Říčany – RC RENTAL.CZ Havířov | 21:00         |       |

## Faza pucharowa
|  |                        |                        |                 |                                                  |    |                      |                      |       |
|  | Półfinał               | Półfinał               | Półfinał        |                                                  |    | Finał                | Finał                | Finał |
|  | Półfinał               | Półfinał               | Półfinał        |                                                  |    | Finał                | Finał                | Finał |
|  | 26 maja 16:00 – Říčany |                        |                 |                                                  |    |                      |                      |       |
|  |                        |                        |                 |                                                  |    |                      |                      |       |
|  | 1 RC Mountfield Říčany | 1 RC Mountfield Říčany | 6               |                                                  |    |                      |                      |       |
|  | 1 RC Mountfield Říčany | 1 RC Mountfield Říčany | 6               | 2 czerwca 15:00 – Stadion Josefa Kohouta, Říčany |    |                      |                      |       |
|  | 4 RC Tatra Smíchov     | 4 RC Tatra Smíchov     | 3               |                                                  |    |                      |                      |       |
|  | 4 RC Tatra Smíchov     | 4 RC Tatra Smíchov     | 3               |                                                  |    | RC Mountfield Říčany | RC Mountfield Říčany | 25    |
|  | 26 maja 14:00 – Praga  |                        |                 |                                                  |    | RC Mountfield Říčany | RC Mountfield Říčany | 25    |
|  |                        |                        | RC Slavia Praga | RC Slavia Praga                                  | 11 |                      |                      |       |
|  | 2 RC Slavia Praga      | 2 RC Slavia Praga      | RC Slavia Praga | RC Slavia Praga                                  | 11 | 8                    |                      |       |
|  | 2 RC Slavia Praga      | 2 RC Slavia Praga      |                 |                                                  |    |                      |                      |       |
|  | 3 RC Havířov           | 3 RC Havířov           | 10              |                                                  |    |                      |                      |       |
|  | 3 RC Havířov           | 3 RC Havířov           | 10              |                                                  |    |                      |                      |       |

| 26 maja 201216:00 | RC Mountfield Říčany | 6:3 | RC Tatra Smíchov | Stadion Josefa Kohouta, Říčany |
| 26 maja 201216:00 |                      | 6:3 |                  | Stadion Josefa Kohouta, Říčany |

| 26 maja 201214:00 | RC Slavia Praga | 8:10 | RC Havířov | Hřiště Eden, Praga |
| 26 maja 201214:00 |                 | 8:10 |            | Hřiště Eden, Praga |

| 2 czerwca 201215:00 | RC Mountfield Říčany | 25:11 | RC Havířov | Stadion Josefa Kohouta, Říčany |
| 2 czerwca 201215:00 |                      | 25:11 |            | Stadion Josefa Kohouta, Říčany |

## Klasyfikacja końcowa
| Miejsce | Klub                 |
| ------- | -------------------- |
| 1       | RC Mountfield Říčany |
| 2       | RC Havířov           |
| 3       | RC Slavia Praga      |
| 4       | RC Tatra Smíchov     |
| 5       | RC Sparta Praga      |
| 6       | RC Praga             |
| 7       | RC Dragon Brno       |
| 8       | JIMI RC Vyškov       |